# Коронационный крест Чехии

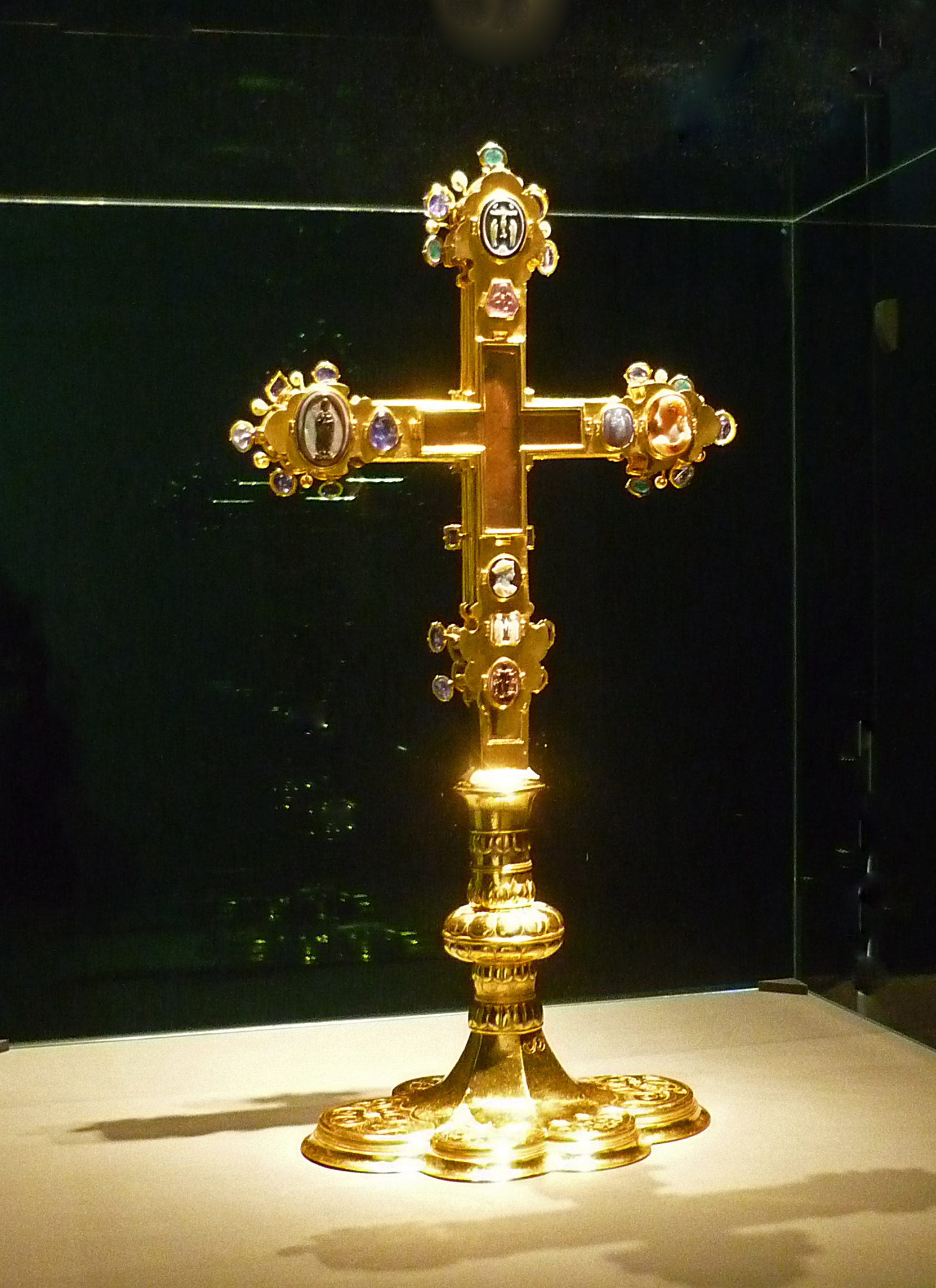
Лицевая сторона коронационного креста

Коронационный крест (чеш. Korunovační kříž) —  золотой крест-реликварий, использовавшийся в церемонии коронаций монархов Богемии; наряду с короной Святого Вацлава, королевским скипетром, державой и мечом Святого Вацлава является частью чешских королевских регалий.
В отличие от других королевских регалий, коронационный крест и меч Святого Вацлава находятся в постоянной экспозиции ризницы собора Святого Вита в капелле Святого Креста в Пражском Граде.

## История
Реликварий был создан по приказу Карла Люксембургского предположительно около 1354 года. Первоначально хранился в замке Карлштейн, но в 1645 году перевезен в Прагу и с тех пор содержится в соборе Святого Вита.
Крест использовался в коронациях чешских королей с начала XVI века, хотя был изготовлен с другой целью — король-заказчик хотел повысить престиж Чешского королевства обладанием таким же крестом-реликварием, как Священная Римская империя.
Король Карл в письме к Папе Римскому описывает реликварий как «одну из самых ценных вещей Чешского королевства». Ежегодно крест демонстрировался в ходе празднества на месте нынешней Карловой площади, во время которого отпускались самые тяжкие грехи и где собирались до ста тысяч человек.

## Описание
Реликварий создан придворными ювелирами из золота. Концы креста украшены сапфирами, которые установлены таким образом, чтобы свет мог проходить сквозь них, создавая светящийся ореол.
Лицевая сторона покрыта пластинами горного хрусталя, сквозь которые можно увидеть реликвии распятия Иисуса Христа (частицы Святого Креста, тернового венца, губки, веревки и копья).
Обратная сторона украшена рельефными камеями (датируемыми от Античности до XII века), которые прикрывают небольшие углубления для других реликвий. В центре ещё одна частица Святого Креста, также прикрытая горным хрусталем.
Основание датируется эпохой Ренессанса. По архивным документам, оригинальное золотое основание весило до 30 килограмм.